# Спородерма
Спороде́рма (др.-греч. δέρμα — «кожа, оболочка») — совокупность оболочек споры, имеет сложное строение. Структура оболочек споры сильно отличается у растений, водорослей, грибов и одноклеточных организмов; список и названия слоёв спородермы варьируют также в зависимости от автора, у одноклеточных часто употребляемым является следующий набор (в порядке от внутреннего до внешнего слоя):
1. эндоспорий (также интина[2]);
2. эписпорий — тонкий слой, обычно тёмный (плотный) под просвечивающим электронным микроскопом;
3. экзоспорий (также экзина[2]). Толстый слой экзины состоит из спорополленина, одного из самых стойких органических веществ, способного выдерживать длительные температурные и химические воздействия. Благодаря стойкости экзины, споры обычно длительное время сохраняют способность к прорастанию и могут сохраняться в отложениях на протяжении геологических эпох;
4. периспорий (также перина) имеется лишь у некоторых спор и представляет собой отделившийся от оболочки споры слой-мешочек, обволакивающий спору полностью или частично[3];
5. эктоспорий — обычно тёмный (плотный) под просвечивающим электронным микроскопом слой.

Оптический микроскоп позволяет разглядеть лишь периспорий, экзоспорий и эндоспорий.

Орнаментация спор (слева направо): бородавчатая, шиповатая, хребтовидная?, сетчатая

Экзоспорий часто образует «орнаментацию»: «скульптуру» на оболочке споры в виде гребешков, бугорков, шипов и т. д..
Выделяются следующие типы орнаментации:
- шиповатая;
- бугорчатая;
- бородавчатая;
- мелкобородавшатая;
- крупнобородавчатая;
- сетчатая;
- хребтовидная;
- гребенчатая.